# The Evening Advocate
The Evening Advocate foi um jornal publicado em Innisfail, Queensland, Austrália.

## Digitalização
O jornal foi digitalizado como parte do Programa de Digitalização de Jornais Australianos da Biblioteca Nacional da Austrália.